# احمد برادر
احمد برادر سیاست‌مدار ایرانی بود، که در  دوره بیست و سوم  به‌عنوان نماینده اسلام‌آباد غرب در مجلس شورای ملی حضور داشت.